# Kurhausstraße 35 (Bad Kissingen)

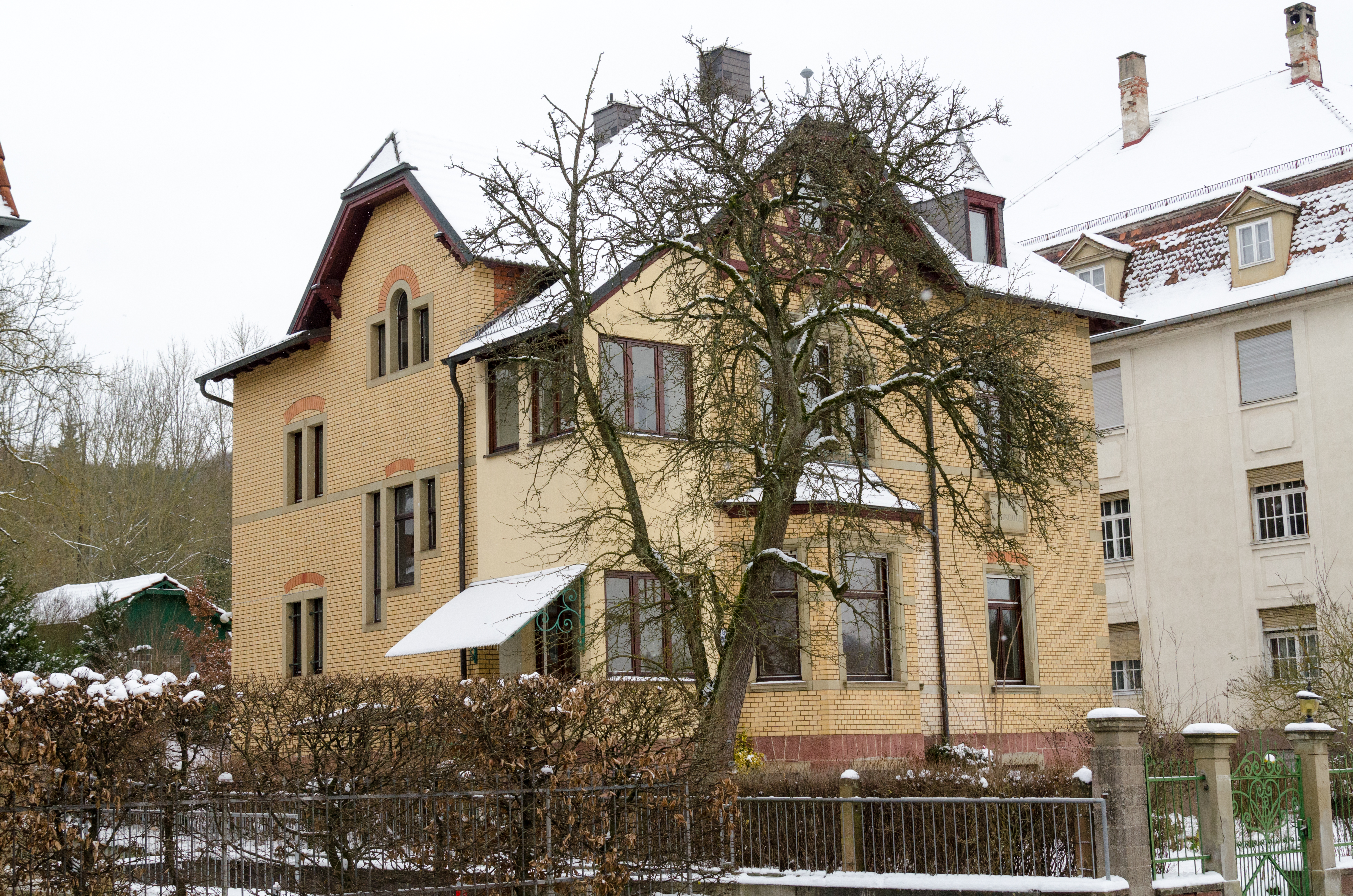
Kurhausstraße 35 in Bad Kissingen

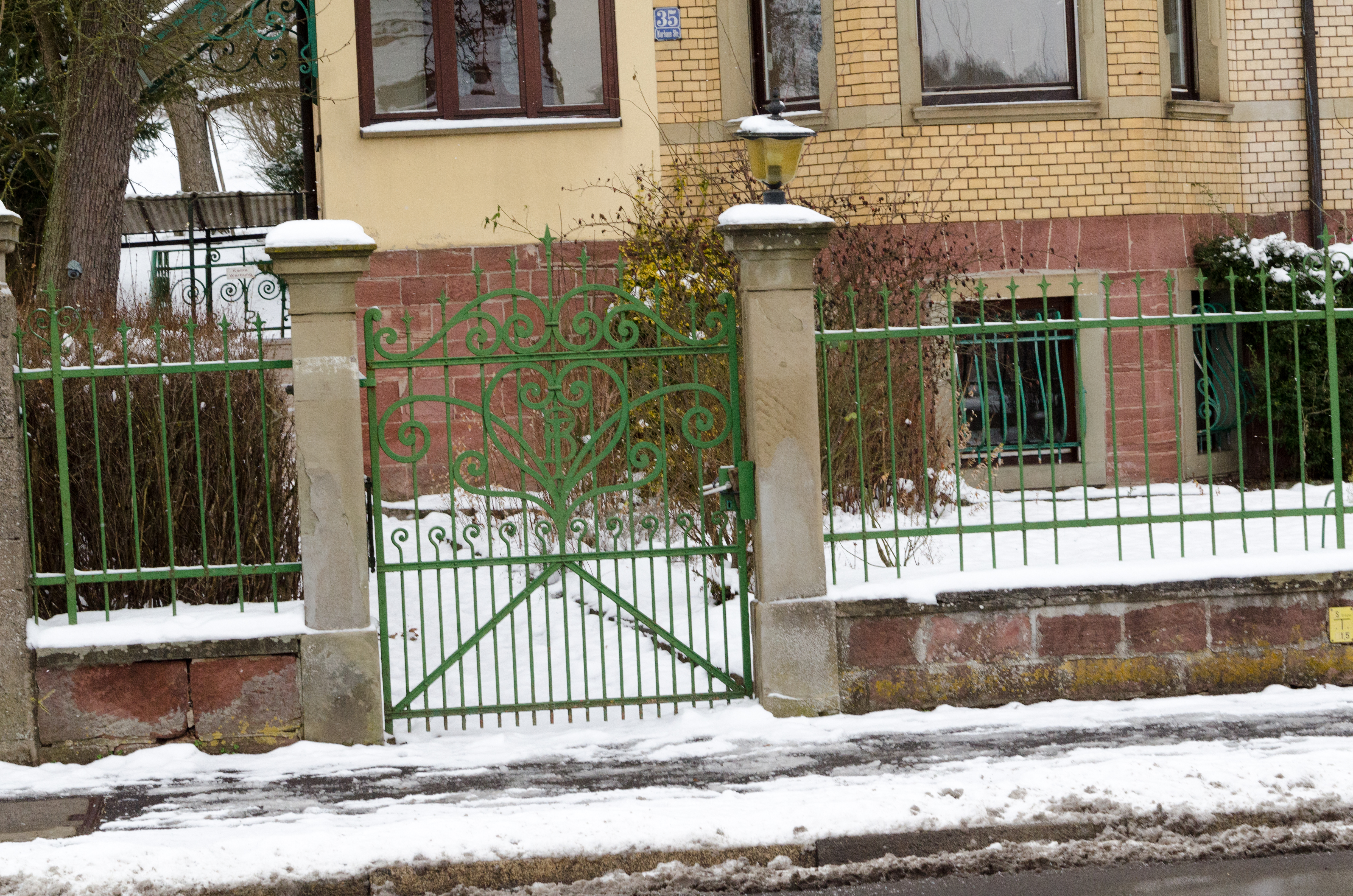
Einfriedung

Das Gebäude Kurhausstraße 35 in der Kurhausstraße in Bad Kissingen, der Großen Kreisstadt des unterfränkischen Landkreises Bad Kissingen, gehört zu den Bad Kissinger Baudenkmälern und ist unter der Nummer D-6-72-114-439 in der Bayerischen Denkmalliste registriert.

## Geschichte
Das historistische Anwesen entstand um das Jahr 1900. Es handelt sich um einen Klinkerbau mit Walmdach und Rotsandsteinquadersockel, Zwerchhausrisalit mit Fachwerkgiebel und Grausandsteingliederung.
Zu dem Anwesen gehört ein gleichzeitig entstandener Gartenzaun als Einfriedung.
Heute befinden sich in dem Anwesen Wohnungen.